# Dmitri Blagoï
Dmitri Dmitrievitch Blagoï (Дмитрий Дмитриевич Благой), né le 13 avril 1930 à Moscou et mort le 13 juin 1986 à Sovietski Pissatel dans l'oblast de Moscou, est un pianiste soviétique, pédagogue, compositeur, musicologue. Il a été distingué comme artiste émérite de la RSFSR en 1984.

## Biographie et œuvre
Dmitri Blagoï est le fils unique du spécialiste de Pouchkine, Dmitri Dmitrievitch Blagoï, et de l'historienne de la littérature, Véra Netchaïeva. En 1936, il entre à l'école centrale de musique du conservatoire de Moscou sur la recommandation du professeur Alexandre Goldenweiser. Il étudie le piano sous la férule de l'élève de Goldenweiser, E.P. Hoven, puis auprès de Goldenweiser lui-même. Il a pour professeur de composition N.I. Peïko.
Il est diplômé en 1954 du conservatoire de Moscou dans la classe de piano du professeur Goldenweiser et en 1957 de la classe de composition de Iouri Chaporine. En 1958, il est diplômé de 3e cycle, devenant assistant du professeur Goldenweiser. À partir de 1959, il enseigne à la classe de piano et de musique de chambre, et il est dozent en 1968. Parmi les élèves de Blagoï, l'on peut distinguer Valeri Afanassiev et Piotr Mechtchaninov.
Il devient membre en 1958 de l'Union des compositeurs d'URSS et en 1960, soliste à la Philharmonie de Moscou. En 1970, il soutient sa thèse de candidature au doctorat d'État sur le thème Alexandre Borissovitch Goldenweiser rédacteur. Problèmes de textologie musicale.
À partir de 1972, il dirige à la Philharmonie de Moscou le cycle « Dmitri Blagoï joue et raconte ». Il réalise près de trois cents enregistrements audio à la collection du Fonds national de la télévision et de la radio. il enregistre quatorze disques. Il publie près de trois cents recensions et articles. Il dirige des programmes éducatifs à la radio et à la télévision, y compris sur la musique russe ancienne. Il a ainsi trouvé et remis en scène de nombreuses œuvres de Glinka (1804-1857), Jiline (1766-1848), Kachine (1770-1841), Kozlovski (1757-1831), Laskovi (1799-1855). Il étudie l'héritage d'Alexandre Goldenweiser (il réalise la publication des sonates pour piano de Beethoven dans son édition, compile et édite une collection de documents à son sujet).
Il meurt dans sa datcha du village de Sovietski Pissatel, près de Moscou, le 13 juin 1986. Inhumé au cimetière Khovanskoïe.

## Œuvres musicales
- Sonate-conte (parue en 1958),
- Variations sur un thème russe (1960),
- Capriccio brillant (1960),
- Préludes (1962),
- Album de morceaux (en deux cahiers, 1969-1971),
- Quatre Humeurs (1971),
- Quatuor à cordes (1968),
- Le Silence vivant (sur des paroles de V. Berestov, 1966)[1]
- Étoiles d'hiver (1983)[3], etc.

## Quelques publications
- Les Études de Scriabine, Moscou, 1963
- A.B. Goldenweiser. Articles, documents, souvenirs (Гольденвейзер А. Б. Статьи, материалы, воспоминания) édition préparée par D.D. Blagoï, Moscou, 1969
- Article pour le centenaire de Goldenweiser:« Au nom de la musique », in Ogoniok, mars 1975, n° 12, p. 27
- Articles choisis sur la musique, Moscou, 2000
- Ce monde bruyant (inachevé)